# Нідерау
Нідерау (нім. Niederau) — сільська громада в Німеччині, розташована в землі Саксонія. Входить до складу району Майсен.
Площа — 35,21 км2. Населення становить 4050 ос. (станом на 31 грудня 2020).